# Ivan Božić (historien)
Pour les articles homonymes, voir Božić et Ivan Božić.
Ivan Božić (en serbe cyrillique : Иван Божић ; né le 22 avril 1915 à Makarska et mort le 20 août 1977 à Belgrade) est un historien yougoslave et serbe, spécialiste de l'histoire du Moyen Âge. Il était membre de l'Académie monténégrine des sciences et des arts et membre correspondant de l'Académie serbe des sciences et des arts.
Ivan Božić était spécialiste de l'histoire médiévale de Dubrovnik et des Slaves méridionaux.

## Biographie
Né le 22 avril 1915 à Makarska, près de Split, à l'époque où la région était sous domination austro-hongroise (aujourd'hui en Croatie), Ivan Božić a passé sa petite enfance à Prčanj et a effectué ses études au lycée classique de Dubrovnik. De 1934 à 1938, il a étudié l'histoire à la Faculté de philosophie de l'université de Belgrade puis, en 1940, après avoir été bibliothécaire, il a été élu assistant au Département d'histoire générale du Moyen Âge et des sciences auxiliaires de l'histoire. Dans les années d'après-guerre, il a travaillé à la Faculté de philosophie en tant que maître de conférence et, en 1951, il a soutenu sa thèse de Doctorat sur Dubrovnik et la Turquie aux XIVe et XVe siècles, publiée sous forme de livre en 1952. Pendant l'année scolaire 1953-1954, il a enseigné à Paris en tant que maître de conférences, avec des cours sur la langue et la culture des Slaves du Sud puis il a passé l'année suivante à Venise à faire des recherches dans les archives et les bibliothèques.
Après avoir été professeur titulaire à la Faculté de philosophie de Belgrade, il a été le doyen de cette faculté ; il a également été le président de l'Association des historiens de Serbie et de Yougoslavie. Il a été élu membre de plein droit de l'Académie monténégrine des sciences et des arts et, le 22 avril 1976, membre correspondant de l'Académie serbe des sciences et des arts,.

## Récompenses
Ivan Božić a obtenu le prix du 7 juillet en 1972 et le prix de Éducation pour L'Histoire du peuple de Yougoslavie (avec Milorad Ekmečić, Sima Ćirković et Vladimir Dedijer).
Il a été décoré de l'Ordre du Travail avec drapeau rouge en 1964.

## Ouvrages et contributions
- (sr) Ivan Božić, « O položaju Zete u državi Nemanjića » [« À propos de la position de la Zeta dans l'État des Nemanjić »], Istorijski glasnik, vol. 3, t. 1-2,‎ 1950, p. 97-122 (lire en ligne)
- (sr) Ivan Božić, Dubrovnik i Turska u XIV i XV veku [« Dubrovnik et les Turcs aux XIVe et XVe siècles »], Belgrade, Naučna knjiga, 1952, 394 p. (lire en ligne)
- (sr) Ivan Božić, Dohodak carski : povodom 198 člana Dušanovog zakonika Rakovačkog rukopisa [« Le Revenu impérial : À l'occasion de l'article 198 du code de Dušan dans le manuscrit de Rakovac »], Naučno delo, 1956, 84 p. (lire en ligne)
- (sr) Ivan Božić, « Paraspor u Skadarskoj oblasti » [« Le « paraspore[N 1] » dans le district de Skadar »], Zbornik Radova Vizantološkog Instituta (Recueil de travaux de l'Institut d'études byzantines), no 4,‎ 1956, p. 13-30 (lire en ligne [PDF], consulté le 8 février 2021) (article dans son intégralité en serbe, résumé en français)
- (sr) Ivan Božić, Paštrovske isprave 16.-18. vijeka, Belgrade, Naučno delo, 1959
- (sr) Ivan Božić, Pregled istorije jugoslovenskih naroda [« Un Aperçu de l'histoire des peuples yougoslaves »], Belgrade, Zavod za izdavanje udžbenika Narodne Republike Srbije, 1960
- (sr) Ivan Božić, Istorija ljudskog društva i kulture od najstarijih vremena do XI veka za I razred gimnazije [« Histoire de la société et de la culture au début du XIe siècle à destination de la Première année du lycée »], Belgrade, Zavod za izdavanje udžbenika Narodne Republike Srbije, 1962 (manuel scolaire)
- (sr) Ivan Božić, Pregled istorije od XI do XIX veka a II razred gimnazije prirodno-matematičkog smerra [« Aperçu sur l'histoire du XIe au XIXe siècle pour la Deuxième année du lycée des sciences naturelles et mathématiques »], Belgrade, Zavod za izdavanje udžbenika Narodne Republike Srbije, 1963 (manuel scolaire)
- (sr) Ivan Božić, Istorija Crne Gore : Od kraja XII do kraja XV vijeka. Crna Gora u doba oblasnih gospodara [« Histoire du Monténégro : De la fin du XIIe siècle à la fin du XVe siècle. Le Monténégro au temps des seigneurs régionaux »], vol. 2, t. 2, Titograd, Redakcija za istoriju Crne Gore, 1970 (lire en ligne [PDF]), « Doba Balšića (drugi deo) (Le temps des Balšić (deuxième partie)) », p. 49-133 (on peut lire le passage intégralement en cyrillique)
- (sr) Ivan Božić, Istorija Crne Gore : Od kraja XII do kraja XV vijeka. Crna Gora u doba oblasnih gospodara [« Histoire du Monténégro : De la fin du XIIe siècle à la fin du XVe siècle. Le Monténégro au temps des seigneurs régionaux »], vol. 2, t. 2, Titograd, Redakcija za istoriju Crne Gore, 1970 (lire en ligne [PDF]), « Zeta u Despotovini (La Zeta au sein du Despotat) », p. 135-275 (on peut lire le passage intégralement en cyrillique)
- (sr) Ivan Božić, Istorija Crne Gore : Od kraja XII do kraja XV vijeka. Crna Gora u doba oblasnih gospodara [« Histoire du Monténégro : De la fin du XIIe siècle à la fin du XVe siècle. Le Monténégro au temps des seigneurs régionaux »], vol. 2, t. 2, Titograd, Redakcija za istoriju Crne Gore, 1970 (lire en ligne [PDF]), « Vladavina Crnojevića (Sous les Crnojević) », p. 277-370 (on peut lire le passage intégralement en cyrillique)
- (sr) Ivan Božić, Milorad Ekmečić, Sima Ćirković et Vladimir Dedijer, Istorija Jugoslavije [« Histoire de la Yougoslavie »], Prosveta, 1972, 606 p. (lire en ligne)
- (sr) Ivan Božić et Relja Novaković, Pregled istorije od XI do XIX veka a II razred gimnazije prirodno-matematičkog smerra [« Aperçu sur l'histoire du XIe au XIXe siècle pour la Deuxième année du lycée des sciences naturelles et mathématiques »], Belgrade, Zavod za izdavanje udžbenika Narodne Republike Srbije, 1973 (manuel scolaire)
- (en) Ivan Božić, Milorad Ekmečić, Sima Ćirković et Vladimir Dedijer (trad. Kordÿa Kveder), History of Yugoslavia, McGraw-Hill Book Company, 1974, 752 p. (ISBN 9780070162358, lire en ligne)
- (sr) Ivan Božić, Nemirno Pomorje XV veka [« La Serbie côtière dans les guerres incessantes du XVe siècle »], Srpska književna zadruga, 1979, 415 p. (lire en ligne)
- (sr) Ivan Božić, Istorija srpskog naroda : Doba borbi za očuvanje i obnovu države (1371-1537) [« Histoire du peuple serbe : L'ère des luttes pour la préservation et la reconstruction de l'État (1371-1537) »], vol. 2, Belgrade, Srpska književna zadruga, 1982 (lire en ligne), « Potiskivanje pravoslavlja (La suppression de l'Église orthodoxe) », p. 278-288
- (sr) Ivan Božić, Istorija srpskog naroda : Doba borbi za očuvanje i obnovu države (1371-1537) [« Histoire du peuple serbe : L'ère des luttes pour la préservation et la reconstruction de l'État (1371-1537) »], vol. 2, Belgrade, Srpska književna zadruga, 1982 (lire en ligne), « Raspad mletačkog sistema u Primorju (L'effondrement du système vénitien sur le Littoral) », p. 404-413

### Note
1. ↑  Le terme de « paraspore » appartient au vocabulaire agraire de l'Empire byzantin et « désigne une espèce de tenure et, en même temps, une forme particulière des prestations en travail » (résumé en français de l'article).